# Роберт Музил
Роберт Музил (1880 — 1942) је био аустријски инжењер, писац, есејиста и драматург. Припадао је покрету модернизма.
Његово најпознатије дело је дуги недовршени роман у три књиге „Човек без својстава“ (Der Mann ohne Eigenschaften). Роберт је писао овај роман 20 година. „Човек без својстава“ је један од најутицајнијих романа 20. века.